# Vier-Augen-Verlag
Der Vier-Augen-Verlag war ein schweizerischer Buchverlag mit Sitz in Luzern.

## Geschichte
Der unabhängige Verlag wurde 2010 in Luzern von Martin Zurmühle gegründet und hatte sich auf die Herausgabe von hochwertigen und anspruchsvollen Lehrbüchern und Bildbänden zu den verschiedensten Themen der Fotografie spezialisiert. Die inhaltlichen Schwerpunkte des Verlagsprogramms umfassten die digitale Fotografie, die Bildanalyse, die Bildbewertung, die Bildsprachen und die Aktfotografie.
Der Name des Verlags ging auf das Kommunikationsmodell der Fotografie von Martin Zurmühle zurück. Das Vier-Augen-Modell beschreibt, wie Fotografien auf vier verschiedenen Wegen auf den Betrachter einwirken: Das Form-Auge bietet einen visuellen Genuss, das Erzähl-Auge berichtet aus dem Leben, das Gefühls-Auge nimmt Emotionen wahr und das Ich-Auge zeigt die Sprache des Künstlers.
Aufgrund fehlender Nachfolge wurde der Betrieb im Jahr 2023 eingestellt.

## Veröffentlichungen
- 2010 Bildanalyse nach dem Vier-Augen-Modell[4]
- 2010 Genesis, in our flight of fancy[5]
- 2011 Bildbewertung mit dem Doppelten Dreieck[6]
- 2013 Bildsprachen zeitgenössischer Fotografen[7]
- 2018 Das grosse Lehrbuch – Digitale Fotografie[8]
- 2019 Das grosse Lehrbuch – Bilder analysieren[9]
- 2020 Das grosse Lehrbuch – Aktfotografie[10]
- 2021 Fotografie lehren und lernen[11]
- 2022 Passion für die Aktfotografie – Passion pour la photographie de nu artistique – Passion for nude photography[12]
- 2023 Faszination für die Aktfotografie – Fascination pour la photographie de nu artistique – Fascination of nude photography[13]
- 2023 Kunst und Fotografie – Was Fotografinnen und Fotografen von der Kunst lernen können[14]

## Auszeichnungen
- 2011 Deutscher Fotobuchpreis: Siegertitel Silber mit dem Buch Bildanalyse nach dem Vier-Augen-Modell in der Kategorie Fotolehrbücher[15]
- 2014 Deutscher Fotobuchpreis: Siegertitel Silber mit dem Buch Bildsprachen zeitgenössischer Fotografen in der Kategorie Fotolehrbücher[16]